# Andretti Global
Andretti Global (seit 2024, vorher Andretti Autosport) ist ein US-amerikanisches Motorsport-Rennteam, welches im Dezember 2002 durch Verbindung des Team Green mit Michael Andretti nach dessen Karriereende als Andretti Green Racing gegründet wurde. Das Team tritt seit seiner Gründung in der IndyCar Series an. Dazu kommen Einsätze in der Indy NXT (seit 2008), FIA-Formel-E-Weltmeisterschaft (seit 2014), Supercars Championship (seit 2018) und Extreme E (seit 2021). In der Saison 2007 und 2008 hat das Team auch in der American Le Mans Series teilgenommen. Seit 2021 tritt es auch in der IMSA WeatherTech SportsCar Championship an. Zu den Erfolgen des Teams zählen vier IndyCar-Titel und fünf Indianapolis-500-Siege. Besitzer des Teams ist Michael Andretti.

## Geschichte

### IndyCar Series

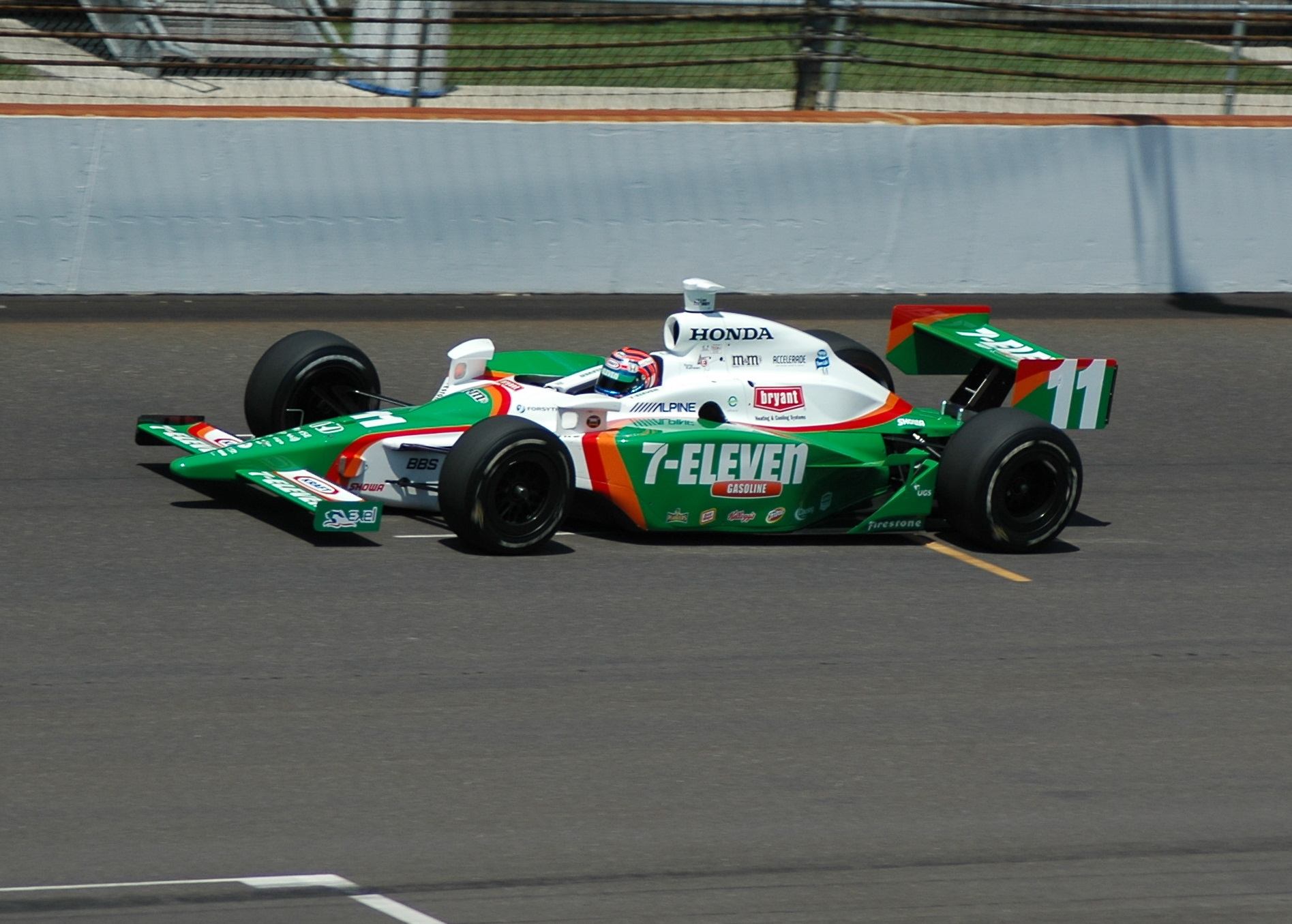
Kanaan gewann 2004 den ersten Titel für das Team (hier beim Indianapolis 500 2007)

Das Team wurde 1993 als „Forsythe Green Racing“ gegründet und startete von 1994 bis 2002 in der Champ Car World Series. 2001 und 2002 fuhr Michael Andretti für das Team. In der Saison 2003 stieg das Team als „Andretti Green Racing“ in die IndyCar Series ein. Das Team setzte drei Fahrzeuge ein. Tony Kanaan bestritt die ganze Saison für das Team. Auf den beiden anderen Fahrzeugen teilten sich mehrere Fahrer die Rennen. Michael Andretti bestritt die ersten vier Rennen bis zum Indy 500. Dort setzte man außerdem ein viertes Fahrzeug für Robby Gordon ein. Kanaan gewann das zweite Saisonrennen in Phoenix und Bryan Herta das Rennen auf dem Kansas Speedway. Kanaan beendete die Saison auf dem vierten Platz. 2004 gewann der den Titel vor seinem Teamkollegen Dan Wheldon. In der folgenden Saison gewann Wheldon den Titel vor Kanaan. Wheldon gewann außerdem das Indy 500. Beim Grand Prix of St. Petersburg belegten die vier Fahrer die ersten vier Plätze. 2006 wurde Andrettis Sohn Marco Andretti neuer Fahrer und ersetzte Wheldon, der zu Chip Ganassi Racing gewechselt war. Marco Andretti gewann wie Kanaan ein Rennen. Marco Andretti gewann beinahe bei seinem Debüt das Indy 500; er wurde auf der Zielgeraden von Sam Hornish junior abgefangen. Michael Andretti fuhr 2006 und 2007 das Indy 500, wo er 2006 Dritter wurde. Mit vier Saisonsiegen gewann Dario Franchitti in der Saison 2007 den Titel und das Indy 500. Danica Patricks Sieg auf dem Twin Ring Motegi 2008 war der erste Sieg einer Frau in einem IndyCar-Rennen. 
2009 gelang keinem der vier Fahrer ein Sieg. Seit der Saison 2010 firmiert das Team als Andretti Autosport. 2010 und 2011 blieben alle Fahrer in der Gesamtwertung außerhalb der ersten Fünf. Beim Indy 500 2011 scheiterten mit Ryan Hunter-Reay und Mike Conway zwei der fünf Fahrer an der Qualifikation zum Rennen. Hunter-Reay gewann 2012 mit vier Siegen den Titel. Von 2014 bis 2017 gelang es keinem Piloten sich unter den ersten Fünf der Fahrerwertung zu platzieren. Jedoch gewannen in dieser Zeit drei Piloten das Indy 500. Hunter-Reay war 2014 siegreich. Alexander Rossi gewann 2016 in seiner Debütsaison für Andretti Herta Autosport das Rennen. Er sparte im letzten Stint Sprit um sich einen weiteren Boxenstopp zu sparen. Er blieb in der Auslaufrunde ohne Treibstoff liegen. 2017 gewann Takuma Satō das Rennen. 2018 und 2019 kämpfte Rossi um den Titel mit. Beide Male hatte Rossi jedoch das Nachsehen und beendete die Saisons als Zweiter bzw. Dritter. 2020 startete Marco Andretti beim Indy 500 von der Pole Position und Colton Herta gewann unter der Nennung „Andretti Harding Steinbrenner Autosport“ ein Rennen. Herta belegte in der Fahrerwertung den dritten Platz.

### Formel E
Zur Saison 2014/15 stieg Andretti Autosport in die neue FIA-Formel-E-Meisterschaft ein. Als Fahrer wurden Franck Montagny und Charles Pic eingesetzt. Nachdem Montagny wegen Dopings gesperrt wurde, erhielt Jean-Éric Vergne ein Stammcockpit. Es wurde kein fester zweiter Fahrer verpflichtet, die übrigen Rennen fuhren Matthew Brabham, Marco Andretti, Scott Speed, Justin Wilson und Simona de Silvestro. Andretti Autosport belegte in der Teamwertung den sechsten Platz und erreichte insgesamt vier Podestplatzierungen.
In der Saison 2015/16 fuhr de Silvestro weiterhin für das Team, außerdem wurde Robin Frijns verpflichtet, der in der FIA-Formel-E-Meisterschaft debütierte. Vergne hingegen wechselte zu Virgin. Wenige Wochen vor Saisonbeginn entschied sich das Team nach massiven Problemen bei den offiziellen Testfahrten vor der Saison, bei der lediglich einige Installationsrunden zurückgelegt werden konnten, auf den Einsatz des selbst entwickelten Antriebs in der Saison zu verzichten und, genau wie das Team Aguri den Antrieb der Vorsaison zu verwenden. Andretti trennte sich im Zuge dessen von seinem Technikpartner Houston Mechatronics. Am Saisonende belegte das Team vor Aguri den siebten Platz und erreichte eine Podiumsplatzierung.
In der Saison 2016/17 blieb Frijns beim Team, de Silvestro wurde durch António Félix da Costa ersetzt. Außerdem gab das Team im Vorfeld der Saison eine Kooperation mit BMW bekannt. Mit nur sechs Platzierungen in den Punkterängen belegt Andretti am Saisonende erneut Rang sieben in der Teamwertung.

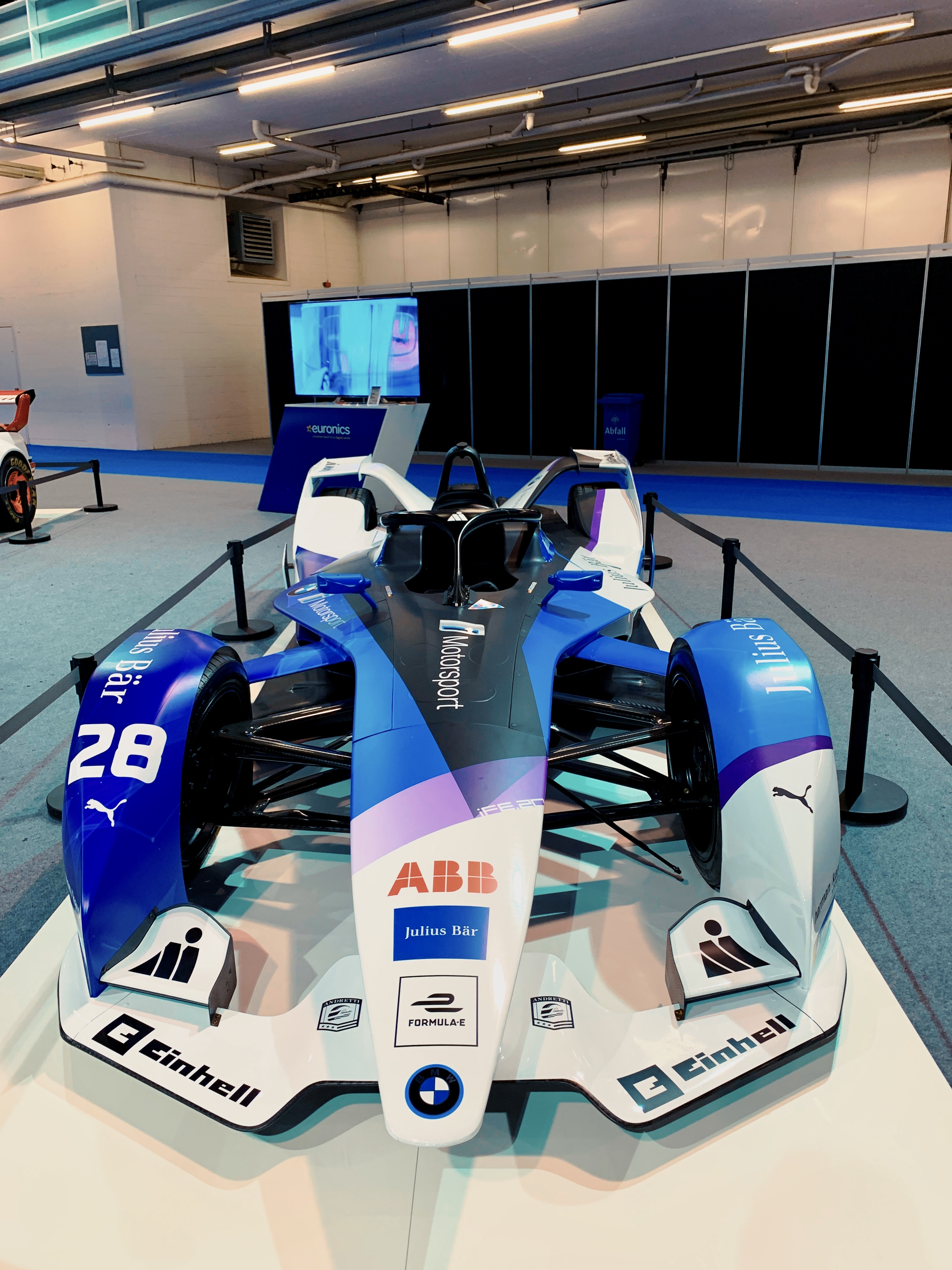
Fahrzeug des BMW i Andretti Motorsport Team

Zur Saison 2017/18 wurde eine Verstärkung der Kooperation mit BMW bekanntgegeben. Aus diesem Grund trennte man sich von Frijns, der zwar die besseren Ergebnisse erzielt hatte, aber einen Fahrervertrag im GT-Sport mit Audi besaß. BMW-Werkspilot Félix da Costa hingegen wurde als Fahrer bestätigt. Sein neuer Teamkollege wurde BMW-Werkspilot Tom Blomqvist. Beim Hongkong E-Prix ging auf Drängen des Teamsponsors MS&AD Kamui Kobayashi anstelle von Blomqvist an den Start. Nach dem Paris E-Prix wurde Blomqvist durch Stéphane Sarrazin ersetzt. Das Team belegte am Saisonende den zehnten und letzten Platz der Teamwertung.
Vor der Saison 2018/19 gaben BMW und Andretti bekannt, dass Andretti als BMW-Werksteam unter dem Namen BMW i Andretti Motorsport Team an den Start gehen wird, BMW übernahm im Zuge dessen die Herstellerlizenz, die zuvor Andretti innehatte. Als Fahrer wurden António Félix da Costa und Alexander Sims verpflichtet, die Bezeichnung des Rennwagens lautet BMW iFE.18. Andretti stellte weiterhin die Einsatzmannschaft bei den Rennen, wurde dabei jedoch von BMW-Ingenieuren unterstützt. Antriebsstrang und Inverter, die in der FIA-Formel-E-Meisterschaft zur Eigenentwicklung freigegeben sind, wurden von BMW entwickelt. Nachdem das Team schon bei den Testfahrten vor der Saison in Valencia dominierte, gelang Félix da Costa beim Saisonauftakt in Diriyya der erste Sieg für das Team. Im Saisonverlauf folgten vier weitere Podestplatzierungen. Das Team schloss die Saison mit 156 Punkten auf dem fünften Platz der Teamwertung ab.
Nach der Saison verließ Félix da Costa das Team und wechselte zu Techeetah. Andretti verpflichtete Maximilian Günther als seinen Nachfolger. Sowohl Günther als auch Sims konnten in der Saison 2019/20 Rennen gewinnen. Günther wurde mit zwei Siegen und einem zweiten Platz Gesamtneunter, Sims schloss die Saison mit einem Sieg auf dem 13. Platz ab. Das Team belegte den fünften Platz. Am Saisonende wechselte Sims zu Mahindra Racing, als Nachfolger verpflichtete das Team Jake Dennis.
In der Saison 2020/21 der nun FIA-Formel-E-Weltmeisterschaft genannten Rennserie gewannen beide Fahrer Rennen. Dennis wurde Sieger beim Valencia E-Prix und beim London E-Prix, Günther in New York City. Mit 157 Punkten belegte BMW i Andretti Motorsport Rang sechs in der Teamwertung, Dennis wurde Dritter in der Fahrerwertung. Am Saisonende verließ Antriebshersteller BMW werksseitig die FIA-Formel-E-Weltmeisterschaft.
Das Team geht in der Saison 2021/22 unter dem Namen Avalanche Andretti Formula E Team mit Kundenmotoren von BMW an den Start. Dennis blieb beim Team, BMW-Werkspilot Günther wechselte zur neuen Saison zu Nissan e.dams. Sein Nachfolger wurde Oliver Askew.

### Weitere Serien
2017 kaufte sich Andretti zusammen mit United Autosports Anteile am australischen Supercars-Championship-Team Walkinshaw Racing. Es nimmt seit 2018 als Walkinshaw Andretti United in der Serie teil. Ebenfalls zusammen mit United Autosport startet das Team als Andretti United Extreme E seit in der 2021 gestarteten Meisterschaft Extreme E. 2007 und 2008 setzte Andretti Green Racing einen Acura ARX-01 in der American Le Mans Series (ALMS) ein. Seit 2021 startet das Team in der LMP3-Klasse der ALMS-Nachfolgeserie IMSA WeatherTech SportsCar Championship. 2022 reichte Michael Andretti bei der FIA Unterlagen ein, um 2024 mit einem neuen Team in der Formel 1 zu starten. Zuvor hatte er bereits erfolglos versucht das Team Sauber Motorsport zu kaufen.

## Statistik

### Einzelergebnisse in der FIA-Formel-E-Weltmeisterschaft
| Fahrer                                 | Nr.                                    | 1    | 2     | 3      | 4   | 5      | 6   | 7     | 8   | 9     | 10  | 11   | 12   | 13  | 14  | 15  | 16  | Punkte | Rang |
| -------------------------------------- | -------------------------------------- | ---- | ----- | ------ | --- | ------ | --- | ----- | --- | ----- | --- | ---- | ---- | --- | --- | --- | --- | ------ | ---- |
| FIA-Formel-E-Meisterschaft 2014/15     | FIA-Formel-E-Meisterschaft 2014/15     | BEI  | PUT   | PUN    | BUE | MIA    | LBH | MON   | BER | MOS   | LON | LON  |      |     |     |     |     | 119    | 6.   |
| Franck Montagny                        | 27                                     | 2    | DSQ   | EX     | EX  | EX     | EX  | EX    | EX  | EX    | EX  | EX   |      |     |     |     |     | 119    | 6.   |
| Jean-Éric Vergne                       | 27                                     |      |       | °*14*° | °6° | °*18*° | °2° | °DNF° | 7   | 4     | 3   | *16* |      |     |     |     |     | 119    | 6.   |
| Charles Pic                            | 28                                     | 4    |       |        |     |        |     |       |     |       |     |      |      |     |     |     |     | 119    | 6.   |
| Matthew Brabham                        | 28                                     |      | 13    | DNF    |     |        |     |       |     |       |     |      |      |     |     |     |     | 119    | 6.   |
| Marco Andretti                         | 28                                     |      |       |        | 12  |        |     |       |     |       |     |      |      |     |     |     |     | 119    | 6.   |
| Scott Speed                            | 28                                     |      |       |        |     | 2      | DNF | 12    | 13  |       |     |      |      |     |     |     |     | 119    | 6.   |
| Justin Wilson                          | 28                                     |      |       |        |     |        |     |       |     | 10    |     |      |      |     |     |     |     | 119    | 6.   |
| Simona de Silvestro                    | 28                                     |      |       |        |     |        |     |       |     |       | 11  | 12   |      |     |     |     |     | 119    | 6.   |
| FIA-Formel-E-Meisterschaft 2015/16     | FIA-Formel-E-Meisterschaft 2015/16     | BEI  | PUT   | PUN    | BUE | MEX    | LBH | PAR   | BER | LON   | LON |      |      |     |     |     |     | 49     | 7.   |
| Simona de Silvestro                    | 28                                     | DNF  | 13    | 11     | 14  | 14     | 9   | 15    | 9   | 14    | DNF |      |      |     |     |     |     | 49     | 7.   |
| Robin Frijns                           | 27                                     | 10   | 3     | 10     | 8   | 5      | 15  | 7     | 6   | DNF   | DNF |      |      |     |     |     |     | 49     | 7.   |
| FIA-Formel-E-Meisterschaft 2016/17     | FIA-Formel-E-Meisterschaft 2016/17     | HKG  | MAR   | BUE    | MEX | MON    | PAR | BER   | BER | NYC   | NYC | MTR  | MTR  |     |     |     |     | 34     | 7.   |
| Robin Frijns                           | 27                                     | 5    | 11    | 14     | 11  | 12     | 6   | 17    | 18  | 9     | 9   | 8    | 13   |     |     |     |     | 34     | 7.   |
| António Félix da Costa                 | 28                                     | 6    | DNF   | 11     | DNF | 11     | DNF | 16    | 11  | 12    | 15  | 14   | 15   |     |     |     |     | 34     | 7.   |
| FIA-Formel-E-Meisterschaft 2017/18     | FIA-Formel-E-Meisterschaft 2017/18     | HKG  | HKG   | MAR    | SAN | MEX    | PUN | ROM   | PAR | BER   | ZÜR | NYC  | NYC  |     |     |     |     | 24     | 10.  |
| Tom Blomqvist                          | 27                                     |      |       | 8      | 11  | 15     | 16  | 15    | DNF |       |     |      |      |     |     |     |     | 24     | 10.  |
| Kamui Kobayashi                        | 27                                     | °15° | °17°  |        |     |        |     |       |     |       |     |      |      |     |     |     |     | 24     | 10.  |
| Stéphane Sarrazin                      | 27                                     |      |       |        |     |        |     |       |     | 20    | 14  | 12   | 12   |     |     |     |     | 24     | 10.  |
| António Félix da Costa                 | 28                                     | 6    | 11    | 14     | 9   | 7      | 11  | 11    | DNF | 15    | 8   | 11   | *15* |     |     |     |     | 24     | 10.  |
| FIA-Formel-E-Meisterschaft 2018/19     | FIA-Formel-E-Meisterschaft 2018/19     | DIR  | MAR   | SAN    | MEX | HKG    | SAY | ROM   | PAR | MCO   | BER | BRN  | NYC  | NYC |     |     |     | 156    | 5.   |
| Alexander Sims                         | 27                                     | 18   | 4     | 7      | 14  | DNF    | DNF | 17    | DNF | 13    | 7   | 11   | 4    | 2   |     |     |     | 156    | 5.   |
| António Félix da Costa                 | 28                                     | °1°  | °DNF° | °DNF°  | °2° | °10°   | °3° | °9°   | °7° | °DSQ° | °4° | °12° | °3°  | °9° |     |     |     | 156    | 5.   |
| FIA-Formel-E-Meisterschaft 2019/20     | FIA-Formel-E-Meisterschaft 2019/20     | DIR  | DIR   | SAN    | MEX | MAR    | BER | BER   | BER | BER   | BER | BER  |      |     |     |     |     | 118    | 5.   |
| Alexander Sims                         | 27                                     | 8    | 1     | DNF    | 5   | DNF    | 9   | 19    | 10  | 13    | 11  | 13   |      |     |     |     |     | 118    | 5.   |
| Maximilian Günther                     | 28                                     | 18   | 11    | 1      | 11  | 2      | DSQ | °DNF° | 1   | °DNF° | DNF | 12   |      |     |     |     |     | 118    | 5.   |
| FIA-Formel-E-Weltmeisterschaft 2020/21 | FIA-Formel-E-Weltmeisterschaft 2020/21 | DIR  | DIR   | ROM    | ROM | VAL    | VAL | MCO   | PUE | PUE   | NYC | NYC  | LON  | LON | BER | BER |     | 157    | 6.   |
| Jake Dennis                            | 27                                     | °12° | DNF   | DNF    | 13  | 8      | 1   | 16    | 5   | 5     | DNF | 16   | 1    | 9   | °5° | DNF |     | 157    | 6.   |
| Maximilian Günther                     | 28                                     | DNF  | DNF   | 9      | 5   | DNF    | 12  | 5     | 12  | 7     | 1   | 10   | 18   | 6   | 8   | 15  |     | 157    | 6.   |
| FIA-Formel-E-Weltmeisterschaft 2023/24 | FIA-Formel-E-Weltmeisterschaft 2023/24 | MEX  | DIR   | DIR    | SAP | TOK    | MIS | MIS   | MCO | BER   | BER | SHA  | SHA  | POR | POR | LON | LON | 169    | 5.   |
| Jake Dennis                            | 1                                      | 9    | 1     | 12     | 5   | 3      | 2   | 2     | 18  | 19    | 5   | 5    | 11   | 6   | 10  | 16  | DNF | 169    | 5.   |
| Norman Nato                            | 17                                     | 10   | 6     | 16     | 17  | 6      | 7   | 16    | 10  | 18    | 19  | 14   | 3    | 13  | 7   | 10  | 12  | 169    | 5.   |

| Legende                      | Legende       | Legende                                                                 |
| Farbe                        | Abkürzung     | Bedeutung                                                               |
| ---------------------------- | ------------- | ----------------------------------------------------------------------- |
| Gold                         | —             | Sieger                                                                  |
| Silber                       | —             | 2. Platz                                                                |
| Bronze                       | —             | 3. Platz                                                                |
| Grün                         | —             | Platzierung in den Punkten                                              |
| Blau                         | —             | Klassifiziert außerhalb der Punkteränge                                 |
| Violett                      | DNF           | Rennen nicht beendet                                                    |
| Violett                      | NC            | nicht klassifiziert                                                     |
| Rot                          | DNQ           | nicht qualifiziert                                                      |
| Schwarz                      | DSQ           | disqualifiziert                                                         |
| Weiß                         | DNS           | nicht am Start                                                          |
| Weiß                         | WD            | zurückgezogen                                                           |
| Weiß                         | C             | Rennen abgesagt                                                         |
| Blanko                       |               | nicht teilgenommen                                                      |
| Blanko                       | DNP           | gemeldet, aber nicht teilgenommen                                       |
| Blanko                       | INJ           | verletzt oder krank                                                     |
| Blanko                       | EX            | ausgeschlossen                                                          |
| sonstige Formate und Zeichen | P/fett        | Pole-Position                                                           |
| sonstige Formate und Zeichen | kursiv        | Schnellste Rennrunde (ab 2017/18: Schnellste Rennrunde der ersten Zehn) |
| sonstige Formate und Zeichen | unterstrichen | Führender in der Gesamtwertung                                          |
| sonstige Formate und Zeichen | °             | FanBoost                                                                |
| sonstige Formate und Zeichen | *             | nicht im Ziel, aufgrund der zurückgelegten Distanz aber gewertet        |
| sonstige Formate und Zeichen | ( )           | Streichresultat                                                         |

## Erfolge

### IndyCar-Titel
- 2004: Tony Kanaan
- 2005: Dan Wheldon
- 2007: Dario Franchitti
- 2012: Ryan Hunter-Reay

### Indianapolis-500-Siege
- 2005: Dan Wheldon
- 2007: Dario Franchitti
- 2014: Ryan Hunter-Reay
- 2016: Alexander Rossi
- 2017: Takuma Satō